# The Ultimate Fighter
The Ultimate Fighter – amerykańskie reality show promujące mieszane sztuki walki (MMA). Producentem była amerykańska telewizja Spike TV (do czternastego sezonu) oraz organizacja Ultimate Fighting Championship (UFC). Program pokazuje treningi i walki profesjonalnych zawodników MMA, żyjących razem w Las Vegas. Nagrodą dla zwycięzcy jest kontrakt w najbardziej prestiżowej organizacji MMA na świecie – UFC. Pierwszy sezon (The Quest Begins) został wyemitowany 17 stycznia 2005 roku. Do tej pory odbyło się dwadzieścia trzy sezony programu, po dwa w roku kalendarzowym oraz dziewięć międzynarodowych edycji. W każdym sezonie występowali zawodnicy jednej lub dwóch kategorii wagowych. Aktualnie program jest nadawany w telewizji Fox Sports 1 oraz na platformie internetowej UFC Fight Pass, zaś od dwudziestego pierwszego sezonu również w Polsce na kanale Extreme Sports Channel.
Finałowa walka w pierwszym sezonie pomiędzy Forrestem Griffinem i Stephanem Bonnarem została obejrzana przez miliony widzów i przyczyniła się do popularyzacji mieszanych sztuk walki w całych Stanach Zjednoczonych. Została ona również uznana przez fachowy portal sherdog.com za drugą, po pojedynku Maurício Ruy z Antônio Rogério Nogueirą (PRIDE FC), najlepszą walkę MMA na świecie w 2005 roku.
Czterech zwycięzców programu zostało później mistrzami UFC (Forrest Griffin, Rashad Evans, Matt Serra i Michael Bisping). Nagrodą za zwycięstwo w dwudziestej edycji było inauguracyjne mistrzostwo UFC w wadze słomkowej kobiet natomiast w dwudziestej szóstej mistrzostwo wagi koguciej kobiet.

## Nagrody dla zwycięzców
Zwycięzcy pierwszych trzech sezonów otrzymali sześciocyfrowe kontrakty na walki w UFC. Kontrakty te gwarantowały jeden rok walk z możliwością przedłużenia na kolejne dwa lata. W każdym roku zwycięzca miał toczyć trzy walki i zarabiać:pierwszego roku- gwarantowane 12 000$ oraz dodatkowe 12 000$ za zwycięstwo (maksymalnie 24 000$ za walkę). W drugim roku stawka za walkę wzrastała do 16 000$ za walkę oraz ewentualnie dodatkowe 16 000$ za zwycięstwo (maksymalnie 32 000$ za walkę). Natomiast w trzecim roku za walkę gwarantowane było 22 000$, plus dodatkowe 22 000$ za ewentualne zwycięstwo (maksymalnie 44 000$ za walkę). Podsumowując, zwycięzca TUF który wygrał wszystkie dziewięć walk mógł zarobić łącznie 300 000$, ale tylko 150 000$ było gwarantowane (przez trzy lata, jeśli zawodnik stoczy dziewięć walk). Niektórzy uczestnicy TUF, mimo iż nie wygrali sezonu, to dzięki dobrej postawie, również otrzymali kontrakty z UFC, jednakże, już nie tak atrakcyjne finansowo.

## Zwycięzcy
| Sezon      | Zwycięzca (kat. wagowa)                                   | Trener/Zespół                |
| ---------- | --------------------------------------------------------- | ---------------------------- |
| 1. (2005)  | Diego Sanchez (średnia) Forrest Griffin (półciężka)       | Chuck Liddell                |
| 2. (2005)  | Joe Stevenson (półśrednia) Rashad Evans (półciężka)       | Matt Hughes Rich Franklin    |
| 3. (2006)  | Kendall Grove (średnia) Michael Bisping (półciężka)       | Tito Ortiz                   |
| 4. (2006)  | Matt Serra (półśrednia) Travis Lutter (średnia)           | Team Mojo Team No Love       |
| 5. (2007)  | Nate Diaz (lekka)                                         | Jens Pulver                  |
| 6. (2007)  | Mac Danzig (półśrednia)                                   | Matt Hughes                  |
| 7. (2008)  | Amir Sadollah (średnia)                                   | Forrest Griffin              |
| 8. (2008)  | Efrain Escudero (lekka) Ryan Bader (półciężka)            | Antônio Rodrigo Nogueira     |
| 9. (2009)  | Ross Pearson (lekka) James Wilks (półśrednia)             | Michael Bisping              |
| 10. (2009) | Roy Nelson (ciężka)                                       | Rashad Evans                 |
| 11. (2010) | Court McGee (średnia)                                     | Chuck Liddell                |
| 12. (2010) | Jonathan Brookins (lekka)                                 | Georges St-Pierre            |
| 13. (2011) | Tony Ferguson (półśrednia)                                | Brock Lesnar                 |
| 14. (2011) | John Dodson (kogucia) Diego Brandão (piórkowa)            | Jason Miller Michael Bisping |
| 15. (2012) | Michael Chiesa (lekka)                                    | Urijah Faber                 |
| 16. (2012) | Colton Smith (półśrednia)                                 | Roy Nelson                   |
| 17. (2013) | Kelvin Gastelum (średnia)                                 | Chael Sonnen                 |
| 18. (2013) | Chris Holdsworth (kogucia) Julianna Peña (kogucia kobiet) | Miesha Tate                  |
| 19. (2014) | Eddie Gordon (średnia) Corey Anderson (półciężka)         | Frankie Edgar                |
| 20. (2014) | Carla Esparza (słomkowa)                                  | Anthony Pettis               |
| 21. (2015) | Kamaru Usman (półśrednia)                                 | Blackzilians                 |
| 22. (2015) | Ryan Hall (lekka)                                         | Urijah Faber                 |
| 23. (2016) | Tatiana Suarez (słomkowa) Andrew Sanchez (półciężka)      | Cláudia Gadelha              |
| 24. (2016) | Tim Elliott (musza)                                       | Joseph Benavidez             |
| 25. (2017) | Jesse Taylor (półśrednia)                                 | T.J. Dillashaw               |
| 26. (2017) | Nicco Montaño (musza)                                     | Justin Gaethje               |

### Międzynarodowe edycje
| Sezon                                     | Zwycięzca (kat. wagowa)                                | Trener/Zespół                                        |
| ----------------------------------------- | ------------------------------------------------------ | ---------------------------------------------------- |
| TUF: Brazil (2012)                        | Rony Jason (piórkowa) Cezar Ferreira (średnia)         | Wanderlei Silva Vitor Belfort                        |
| TUF: The Smashes (2012)                   | Norman Parke(lekka) Robert Whittaker (półśrednia)      | Ross Pearson George Sotiropoulos                     |
| TUF: Brazil 2 (2013)                      | Leonardo Santos (półśrednia)                           | Antônio Rodrigo Nogueira                             |
| TUF: China (2013-2014)                    | Ning Guangyou (piórkowa) Zhang Lipeng (półśrednia)     | Tiequan Zhang                                        |
| TUF: Nations: Canada vs. Australia (2014) | Chad Laprise (półśrednia) Elias Theodorou (średnia)    | Patrick Côté                                         |
| TUF: Brazil 3 (2014)                      | Warlley Alves (średnia) Antônio Carlos Júnior (ciężka) | Chael Sonnen Wanderlei Silva                         |
| TUF: Latin America (2014)                 | Alejandro Pérez (kogucia) Yair Rodríguez (piórkowa)    | Cain Velasquez                                       |
| TUF: Brazil 4 (2015)                      | Reginaldo Vieira (kogucia) Glaico França (lekka)       | Anderson Silva Maurício Rua Antônio Rodrigo Nogueira |
| TUF: Latin America 2 (2015)               | Enrique Barzola (lekka) Erick Montaño (półśrednia)     | Efrain Escudero Kelvin Gastelum                      |
| TUF: Latin America 3 (2016)               | Martín Bravo (lekka)                                   | Forrest Griffin                                      |

## Trenerzy
Oprócz sezonu drugiego, czwartego, jedenastego, trzynastego, piętnastego, brazylijskiego, szesnastego i dwudziestego pierwszego po wyłonieniu zwycięzcy programu, następowała walka pomiędzy trenerami obydwu drużyn. Odbyły się walki:
| Sezon         | Gala               | Zwycięzca          | Przegrany                | Rozstrzygnięcie                        |
| ------------- | ------------------ | ------------------ | ------------------------ | -------------------------------------- |
| 1             | UFC 52             | Chuck Liddell      | Randy Couture            | KO runda 1                             |
| 3             | UFC 61             | Tito Ortiz         | Ken Shamrock             | TKO runda 1                            |
| 5             | TUF 5 Finale       | B.J. Penn          | Jens Pulver              | Poddanie (duszenie zza pleców) runda2  |
| 6             | UFC 98             | Matt Hughes        | Matt Serra               | Jednogłośna decyzja sędziów            |
| 7             | UFC 86             | Forrest Griffin    | Quinton Jackson          | Jednogłośna decyzja sędziów            |
| 8             | UFC 92             | Frank Mir          | Antônio Rodrigo Nogueira | TKO runda 2                            |
| 9             | UFC 100            | Dan Henderson      | Michael Bisping          | KO runda 2                             |
| 10            | UFC 114            | Rashad Evans       | Quinton Jackson          | Jednogłośna decyzja sędziów            |
| 11            | UFC 115            | Rich Franklin      | Chuck Liddell            | KO runda 1                             |
| 12            | UFC 124            | Georges St-Pierre  | Josh Koscheck            | Jednogłośna decyzja sędziów            |
| 14            | TUF 14 Finale      | Michael Bisping    | Jason Miller             | TKO runda 3                            |
| Smashes       | UFC on FX          | Ross Pearson       | George Sotiropoulos      | TKO runda 3                            |
| 17            | UFC 159            | Jon Jones          | Chael Sonnen             | TKO runda 1                            |
| Brazil 2      | UFC on Fuel TV     | Fabricio Werdum    | Antônio Rodrigo Nogueira | Poddanie (dźwignia na łokieć) runda 2  |
| 18            | UFC 168            | Ronda Rousey       | Miesha Tate              | Poddanie (dźwignia na łokieć) runda 3  |
| Nations       | TUF Nations Finale | Patrick Côté       | Kyle Noke                | Jednogłośna decyzja sędziów            |
| 19            | TUF 19 Finale      | Frankie Edgar      | B.J. Penn                | TKO runda 3                            |
| 20            | UFC 181            | Anthony Pettis     | Gilbert Melendez         | Poddanie (duszenie gilotynowe) runda 2 |
| Latin America | UFC 188            | Fabricio Werdum    | Cain Velasquez           | Poddanie (duszenie gilotynowe) runda 2 |
| 23            | TUF 23 Finale      | Joanna Jędrzejczyk | Cláudia Gadelha          | Jednogłośna decyzja sędziów            |
| 24            | TUF 24 Finale      | Joseph Benavidez   | Henry Cejudo             | Jednogłośna decyzja sędziów            |

W sezonie drugim trenerzy Rich Franklin i Matt Hughes nie zmierzyli się ze sobą z powodu występowania w różnych kategoriach wagowych. W sezonie czwartym (w odróżnieniu od innych sezonów) zawodnicy szkoleni byli przez wielu trenerów zapraszanych w charakterze „gości” i ostatecznie nie doszło do żadnej "walki trenerów”. W sezonie jedenastym walka pomiędzy trenerami Tito Ortizem i Chuck Lidellem została odwołana z powodu kontuzji karku Ortiza. Natomiast w sezonie trzynastym, trenerzy Brock Lesnar i Junior dos Santos nie zmierzyli się ze sobą gdyż, Lesnar nabawił się zapalenia uchyłków jelit. Starcie trenerów z piętnastego sezonu między Dominickiem Cruzem a Urijah Faberem zostało odwołane z powodu kontuzji Cruza (zerwanie więzadła krzyżowego). W finale inauguracyjnej brazylijskiej edycji TUF'a mieli się ze sobą zmierzyć Vitor Belfort i Wanderlei Silva, lecz ten pierwszy doznał kontuzji dłoni, zaś w szesnastej edycji Shane Carwin uległ kontuzji kolana przed starciem z Royem Nelsonem.
W dwudziestym pierwszym sezonie pierwszy raz w historii programu do reality show zakwalifikował się Polak Marcin Wrzosek (nie licząc Krzysztofa Soszyńskiego reprezentującego Kanadę) który w pierwszym dniu przebrnął eliminację poddając rywala w 1. rundzie. Wrzosek znalazł się w drużynie Europejczyków prowadzonej przez Conora McGregora. Wrzosek ostatecznie doszedł do półfinału, gdzie uległ Brytyjczykowi Saulowi Rogersowi, lecz mimo odpadnięcia z programu otrzymał angaż w organizacji.
Mistrzyni wagi słomkowej Joanna Jędrzejczyk została ogłoszona główną trenerką w dwudziestym trzecim sezonie, zaś drużyny przeciwnej Brazylijka Cláudia Gadelha.